# Miguel Ángel Moyà
Miguel Ángel Moyà Rumbo (* 2. April 1984 in Binissalem) ist ein ehemaliger spanischer Fußballspieler, der zuletzt bei Real Sociedad in der Primera División unter Vertrag stand.

## Spielerkarriere
Der auf den Balearen geborene Moyà spielte bereits seit der Jugend für den RCD Mallorca. Beim Inselklub aus der ersten spanischen Liga spielte er von 2001 bis 2004 in der zweiten Mannschaft, deren Stammkeeper er bereits mit 19 Jahren war. In der Saison 2004/05 schließlich debütierte er in Spaniens Eliteliga und war seitdem regelmäßig im Tor der Mallorquiner. 2009 verpflichtete ihn der FC Valencia, bei dem er innerhalb kürzester Zeit seinen Stammplatz an César Sánchez und später Vicente Guaita verlor.
Da sich eine Situation nicht besserte, wurde er zur Saison 2011/12 an den Ligakonkurrenten FC Getafe verliehen. Beim madrilenischen Vorstadtklub war Moyà Stammspieler und überzeugte mit guten Leistungen, sodass Getafe am Saisonende eine vereinbarte Kaufoption nutzte und den Torhüter bis Juni 2016 unter Vertrag nahm.
In der Sommerpause 2014 wechselte Moyà für drei Jahre zu Atlético Madrid.
Anfang 2018 verpflichtete ihn Real Sociedad ablösefrei. Nach drei Jahren verließ er den Verein und beendete seine Karriere.
Moyà spielte in der spanischen U-21-Nationalmannschaft.

## Erfolge
- Spanischer Pokalsieger: 2020
- Spanischer Superpokalsieger: 2014
- U-19-Fußball-Europameister: 2002